# 細田朋美
細田 朋美（ほそだ ともみ、1971年6月30日 - ）は、日本の元競泳選手。神奈川県出身。1988年ソウルオリンピック日本代表。400m・800m自由形の元日本記録保持者。

## 経歴
横浜共立学園中学校・高等学校、専修大学出身。
1987年パンパシフィック水泳選手権の400m自由形・800m自由形で日本記録を更新してともに5位に入った
ソウルオリンピック代表選考会の400m自由形で2位、800m自由形で優勝し、1988年ソウルオリンピック日本代表に選出された。1988年ソウルオリンピック本大会の800m自由形予選で日本新記録を樹立するが、予選敗退となった。この800mの日本記録8分39秒55は山野井絵理が破るまで9年間保持していた。
1990年アジア競技大会の800m自由形では3位に入り、銅メダルを獲得した。
1992年バルセロナオリンピック代表選考会兼日本選手権の400m自由形では7位、800m自由形では2位に入ったが2大会連続となるオリンピック日本代表には選出されなかった。